# 지수 (가수)
지수(본명: 김지수, 본명 한국 한자: 金智秀, 1995년 1월 3일~)는 대한민국의 가수이자 배우이며 걸그룹 BLACKPINK의 멤버이다. 2011년 7월부터 YG 엔터테인먼트에서 연습생으로 활동하다가 2016년 8월 8일 블랙핑크로 데뷔하였다. 2023년 3월 31일 솔로 가수로 데뷔했다.

## 생애
지수는 1995년 1월 3일 경기도 군포시 산본동에서 1남 2녀 중 막내로 태어났다. 어릴 때 화가가 되는 게 꿈이었다고 한다. 지수의 가족들은 모두 노래하는 걸 좋아했는데 가족들끼리 모이면 항상 지수가 앞에서 노래하고 춤췄다고 한다. 그때마다 좋은 반응을 보여줬던 것이 계기가 되어, 많은 사람들 앞에서 더 잘하고 싶다는 욕심이 생겨 그 이후로 오디션을 보러 다니기 시작했다고 한다.

### 데뷔 전 활동
지수는 2011년 학업을 중단하고 YG엔터테인먼트에 입사해서 연습생 생활을 했다. "데뷔 빼고는 안 해본 게 없다"라는 말을 할 정도로 데뷔 전부터 여러 광고와 2014년 에픽하이의 8집 타이틀 곡 '스포일러' 뮤직비디오의 여주인공으로, 하이수현의 '나는 달라' 뮤직비디오에서 바비의 여자친구 역 등의 뮤직비디오, 그리고 2015년 KBS 드라마 프로듀사에서 같은 소속사 선배 박산다라와 강승윤 함께 카메오로 출연하는 등 드라마에 카메오로 출연했다. 2015년 배우 이민호와 함께 캐주얼 가방 브랜드 '쌤소나이트레드'의 광고를 촬영했고, 같은 소속사 그룹인 iKON과 함께 학생복 광고를 촬영했다. 2016년에는 iKON과 함께 lg전자 스타일러스 2 스마트폰 온라인 광고를 찍었고, 단독으로 니콘의 미러리스 카메라 광고를 찍었다.

### 데뷔 후 활동
YG엔터테인먼트는 2016년 8월 지수와 함께 같이 연습생 생활을 했던 제니, 로제, 리사를 멤버로 한, 그룹 블랙핑크를 결성하였다. 2016년 8월 8일, 데뷔 발표회를 열고 싱글 앨범 SQUARE ONE과 네이버TV에 타이틀곡 '붐바야'와 '휘파람'의 뮤직비디오를 공개했다. 같은 날 오후 8시, 데뷔 음원을 공개한 지 네 시간 만에 신곡 '휘파람'이 대한민국 내 전 음원 순위에서 1위를 차지했다. 8월 14일 SBS 인기가요를 통하여 방송에 데뷔했으며, 타이틀 곡 휘파람으로 8월 21일 SBS 인기가요에서 데뷔 2주만에 1위를 차지해, 걸그룹 역대 데뷔 최단기간 1위를 달성했다. 지수는 2016년 9월 4일 SBS 인기가요에서 JYP NATION 콘서트로 인해 빠진 정연을 대신하여 대타로 MC로 출연했다.
11월 1일, 두번째 싱글 앨범 SQUARE TWO의 발매와 함께 수록곡 '불장난'과 'STAY' 뮤직비디오를 공개했다. 11월 6일 SBS 인기가요에서 '불장난', 'STAY'의 첫 무대를 선보였다. 타이틀곡 불장난은 11월 27일과 12월 4일 2주 연속 SBS 인기가요에서 1위를 차지했다.
11월 28일과 29일에는 이틀 간 블랙핑크 멤버들과 함께 전주시에서 런닝맨을 촬영하였다. 그리고 2017년 2월 5일에서 2018년 2월 4일까지 1년간 SBS 인기가요 고정 MC로 출연했다.
블랙핑크는 2017년 6월 22일 싱글 앨범인 '마지막처럼'으로 복귀하였다. 앨범의 타이틀곡 마지막처럼은 SBS 인기가요에서 3주 연속 1위를 기록, 트리플크라운을 달성했다. 그리고 지수는 2017년 7월 23일과 30일에 MBC 복면가왕 121~122회 패널로 출연하였다.

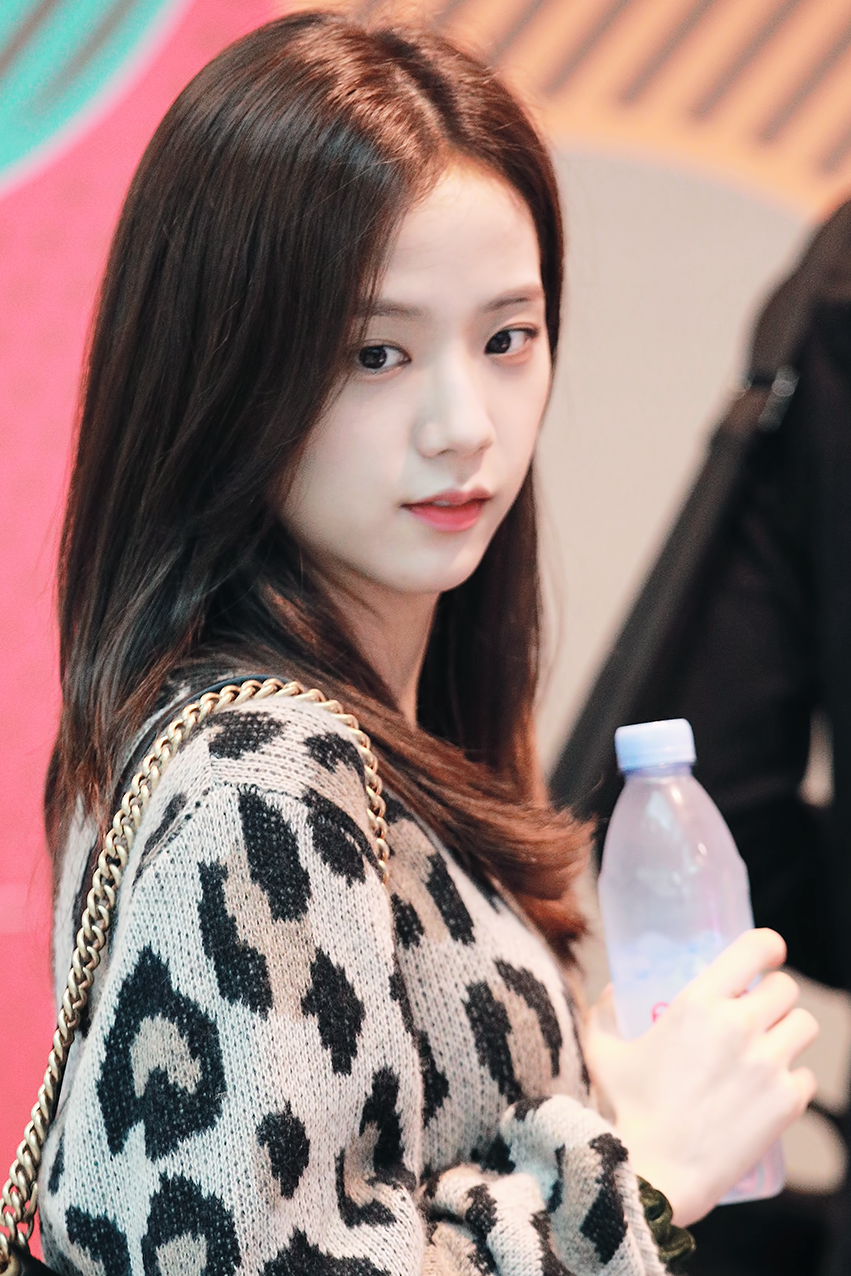
2018년 10월, 지수

2018년 6월 15일 블랙핑크는 첫 EP 앨범 SQUARE UP을 발표하였다. 타이틀 곡 '뚜두뚜두'의 뮤직비디오 유튜브 조회수는 공개 24시간 만에 가장 많은 조회수를 기록한 뮤직비디오 역대 2위에 올랐다. 그리고 '뚜두뚜두'로 7월 8일 SBS 인기가요에서 3주 연속 1위를 달성하며 트리플크라운을 달성하였고 7월 14일 MBC 쇼! 음악중심에서 1위를 차지하며 음악방송 최종 11관왕을 달성하였다.같은 해 11월 블랙핑크는 서울 송파구 올림픽체조경기장에서 첫 서울 단독 콘서트를 열었다.
블랙핑크는 2019년 4월 5일에 두 번째 EP 앨범인 KILL THIS LOVE를 발표했다. 타이틀곡 ‘KILL THIS LOVE’ 뮤직비디오는 전 세계 가수를 포함한 역대 4번째 성적으로 공개 11일 18시간 50분 만의 기록인 16일 오후 6시 50분에 유튜브에서 2억 뷰를 넘어섰다.
이후 2019년 tvN 드라마 아스달 연대기에 샤야 (송중기)의 전 여자친구이자 첫사랑인 해족의 새나래역으로 카메오 출연을 했다.
2020년 1월 지수는 크리스찬 디올의 디올 뷰티 로컬 앰버서더가 되었다.
2020년 블랙핑크는 'How You Like That', 'Ice Cream', 'Lovesick Girls' 등의 곡이 포함된 첫 정규 앨범 THE ALBUM을 발매하였다.

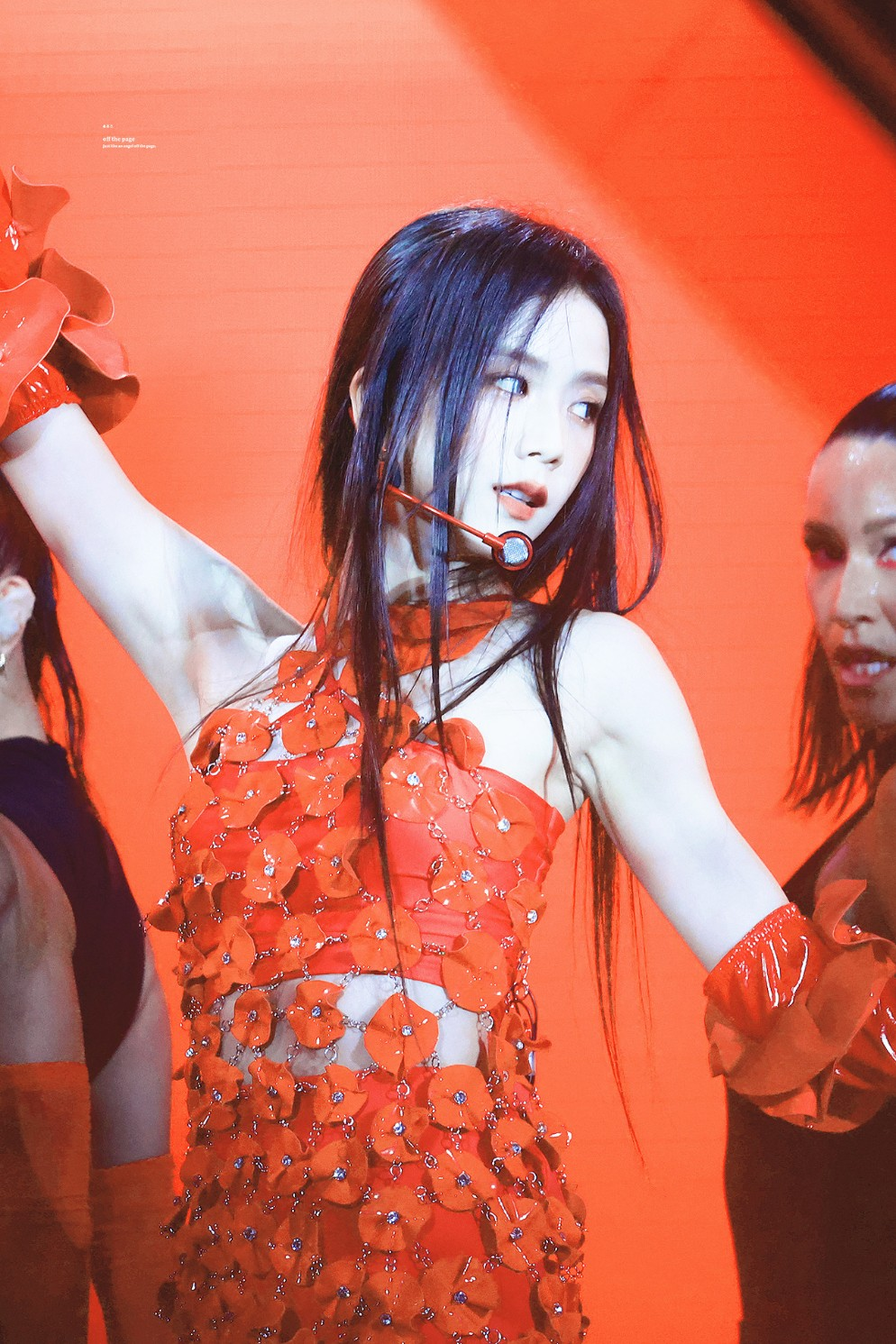
2023년 4월, 지수

## 연기 활동

### 드라마
| 연도 | 방송사     | 제목              | 역할         | 비고             |
| ---- | ---------- | ----------------- | ------------ | ---------------- |
| 2015 | KBS2       | 프로듀사          | 1박 2일 멤버 | 데뷔 전          |
| 2019 | tvN        | 아스달 연대기     | 새나래       | 특별 출연        |
| 2021 | JTBC       | 설강화 : snowdrop | 은영로       | 드라마 첫 주연작 |
| 2025 | 쿠팡플레이 | 뉴토피아          | 강영주       |                  |
| 2025 | 넷플릭스   | 월간남친          | 서미래       |                  |

### 영화
| 개봉 연도 | 제목                            | 역할   | 비고     |
| --------- | ------------------------------- | ------ | -------- |
| 2023      | 천박사 퇴마 연구소: 설경의 비밀 | 선녀   | 우정출연 |
| 2025      | 전지적 독자 시점                | 이지혜 | 주연     |

## 개인 활동
| 연도      | 방송사    | 제목          | 역할      | 비고                                                       |
| --------- | --------- | ------------- | --------- | ---------------------------------------------------------- |
| 2016      | SBS       | 인기가요      | 스페셜 MC | 879회 (09.04)                                              |
| 2017      | MBC       | 복면가왕      | 패널      | 121~122회 (07.23 - 07.30)                                  |
| 2017      | tvN       | 수요미식회    | 게스트    | 132회 (08.23)                                              |
| 2017      | 온 스타일 | 겟 잇 뷰티    | 게스트    | (12.27)                                                    |
| 2017~2018 | SBS       | 인기가요      | MC        | 도영, 진영과 공동 진행 898~944회 (2017.02.05 - 2018.02.04) |
| 2018      | MBC       | 뜻밖의 Q      | 게스트    | 11회 (07.14)                                               |
| 2020      | SBS       | 맛남의 광장   | 게스트    | 42회 ~ 44회 방송분 출연 (09.17, 09.24, 10.01)              |
| 2020      | SBS       | 런닝맨        | 게스트    | 블랙핑크 완전체 출연, 525회 출연(10.18                     |
| 2025      | 유튜브    | 덱스의 냉터뷰 | 게스트    | 30회 - (01.30)                                             |

### 뮤직 비디오
| 연도 | 가수     | 제목               | 비고    |
| ---- | -------- | ------------------ | ------- |
| 2014 | 에픽하이 | 헤픈엔딩, 스포일러 | 데뷔 전 |
| 2014 | 하이수현 | 나는 달라          | 데뷔 전 |

### 광고
| 연도      | 기업명             | 브랜드명                        | 종류                  | 공동 출연 | 비고            |
| --------- | ------------------ | ------------------------------- | --------------------- | --------- | --------------- |
| 2015      | 네이버             | 엔젤스톤                        | RPG 게임              |           | 데뷔 전         |
| 2015      | (주)쌤소나이트     | 쌤소나이트 레드 (Samsonite Red) | 캐리어 및 가방 브랜드 | 이민호    | 데뷔 전         |
| 2015~2016 | (주)스마트에프엔디 | 스마트학생복                    | 교복                  | iKON      | 데뷔 전         |
| 2016      | LG전자             | 스타일러스2, X 스크린, X 캠     | 스마트폰              | iKON      | 데뷔 전         |
| 2016      | 니콘 이미징코리아  | 니콘 미러리스 J5                | 카메라                |           | 데뷔 전         |
| 2020~현재 | LVMH               | 디올                            | 패션,뷰티             |           | 글로벌 앰버서더 |

## 수상 목록
- 2022년 제17회 서울 드라마 어워즈 한류드라마부문 여자연기자상 (설강화 : snowdrop)
- 2023년 엠넷 아시안 뮤직 어워즈 베스트 여자 솔로 댄스 퍼포먼스상
- 2023년 엠넷 아시안 뮤직 어워즈 베스트 뮤직비디오상
- 2023년 엠넷 아시안 뮤직 어워즈 베스트 여자 아티스트상
- 2024년 제38회 골든디스크 시상식 Bugs Favorite 인기상
- 2024년 써클차트 뮤직 어워즈 글로벌 스트리밍 부문 올해의 가수상
- 2025년 2025 아시아 스타 엔터테이너 어워즈 여자 부문 더 베스트 솔로상

### 가요 프로그램 1위
| 연도            | 수상 내역 (총 11회) |
| --------------- | --- |
| 2023년 (총 9회) | - 꽃(FLOWER) (총 9회) - 4월 5일 MBC M 《쇼 챔피언》 챔피언 송 - 4월 12일 MBC M 《쇼 챔피언》 챔피언 송 (2주 연속) - 4월 13일 Mnet 《엠카운트다운》1위 - 4월 14일 KBS2 《뮤직뱅크》 K-Chart 1위 - 4월 15일 MBC 《쇼! 음악중심》 1위 - 4월 16일 SBS 《SBS 인기가요》 1위 - 4월 26일 MBC M 《쇼 챔피언》 챔피언 송 (통산 3주) - 4월 30일 SBS 《SBS 인기가요》 1위 (통산 2주) - 7월 2일 SBS 《SBS 인기가요》 1위 (트리플 크라운) |
| 2025년 (총 2회) | - Earthquake (총 2회) - 2월 27일 Mnet 《엠카운트다운》 1위 - 3월 2일 SBS 《SBS 인기가요》 1위 |

### 수훈
- 대영제국 훈장 명예 구성원(2023년 11월 22일)